# بيل لي (لاعب كرة قاعدة)
بيل لي (بالإنجليزية: Bill Lee) (و. 1946  م) هو لاعب كرة قاعدة، من الولايات المتحدة، ولد في بربانك، كاليفورنيا، يلعب كمرسل الكرة ‏.

## التعليم
تعلم في جامعة جنوب كاليفورنيا.

## وصلات خارجية
- بيل لي على موقعبيزبول رفرنس.كوم (الدوري الرئيسي) (الإنجليزية)
- بيل لي على موقعبيزبول رفرنس.كوم (الدوري الثانوي) (الإنجليزية)
- بيل لي على موقع إي إس بي إن.كوم (أم.أل.بي) (الإنجليزية)
- بيل لي على موقع مشجعي الرسوم البيانية (الإنجليزية)

- بيل لي على موقع IMDb (الإنجليزية)
- بيل لي على موقع قاعدة بيانات الفيلم (الإنجليزية)
- بيل لي على موقع كينوبويسك (الروسية)